# Радоновые источники и озёра в деревне Лопухинка
Радо́новые исто́чники и озёра в деревне Лопухинка — региональный геологический и гидрологический памятник природы на территории Ломоносовского района Ленинградской области. Один из 14 памятников природы области.
Памятник природы расположен в южной части Ломоносовского района рядом с деревней Лопухинка и деревней Верхние Рудицы. Образован в 1976 году. Площадь — 270 гектаров. На территории памятника охраняются места выхода родников и водоток реки Лопухинка. В охраняемых пределах запрещены строительство, производственная деятельность и любые действия, ведущие к загрязнению памятника.
На территории памятника расположено большое количество родников, в виде которых на поверхность выходят воды  кембро-ордовикского водоносного горизонта с высокой концентрацией радиоактивных элементов. Кроме того, выходящие на поверхность воды образуют истоки реки Лопухинка — притока Коваши. Сливающиеся в один поток родники сформировали тут своеобразную каньонную долину, глубина которой достигает 30 метров.
В верховьях этой долины расположены две регулирующие естественный сток родников и реки плотины, выше которых на расстоянии около 50 метров друг от друга образовались два искусственных вытянутых озера шириной около 50 метров и длиной 200 и 500 метров соответственно, за нижней плотиной находится рыбопитомник Рудица. Озёра, как и родники, считаются целебными за счёт высокого содержания радона в их водах, поступающего из глубоко залегающих сланцев.
Растительность памятника природы представлена небольшими участками лиственных лесов с преобладанием дуба, вяза гладкого, липы, клёна и ясеня. В растительности подлеска — жимолость обыкновенная, калина. Нижний ярус представлен большим количеством типичных для этих мест растений — медуница, печёночница, чина весенняя, мятлик дубравный, воронец колосовидный, звездчатка ланцетолистная, зеленчук жёлтый, колокольчик широколистный (считается редким видом растений), ландыш, лютик кашубский, овсяница гигантская, пролесник многолетний, сныть, чистец лесной.
В лесах обитает множество певчих птиц, а в реке встречается ручьевая форель, которая также находится тут под охраной.
Вокруг верхнего озера проходит экотропа в начале которой устроена небольшая купальня.
Добраться до памятника природы можно от Санкт-Петербурга до Петергофа, затем рейсовым автобусом на село Копорье до остановки в деревне Лопухинка.

## Галерея

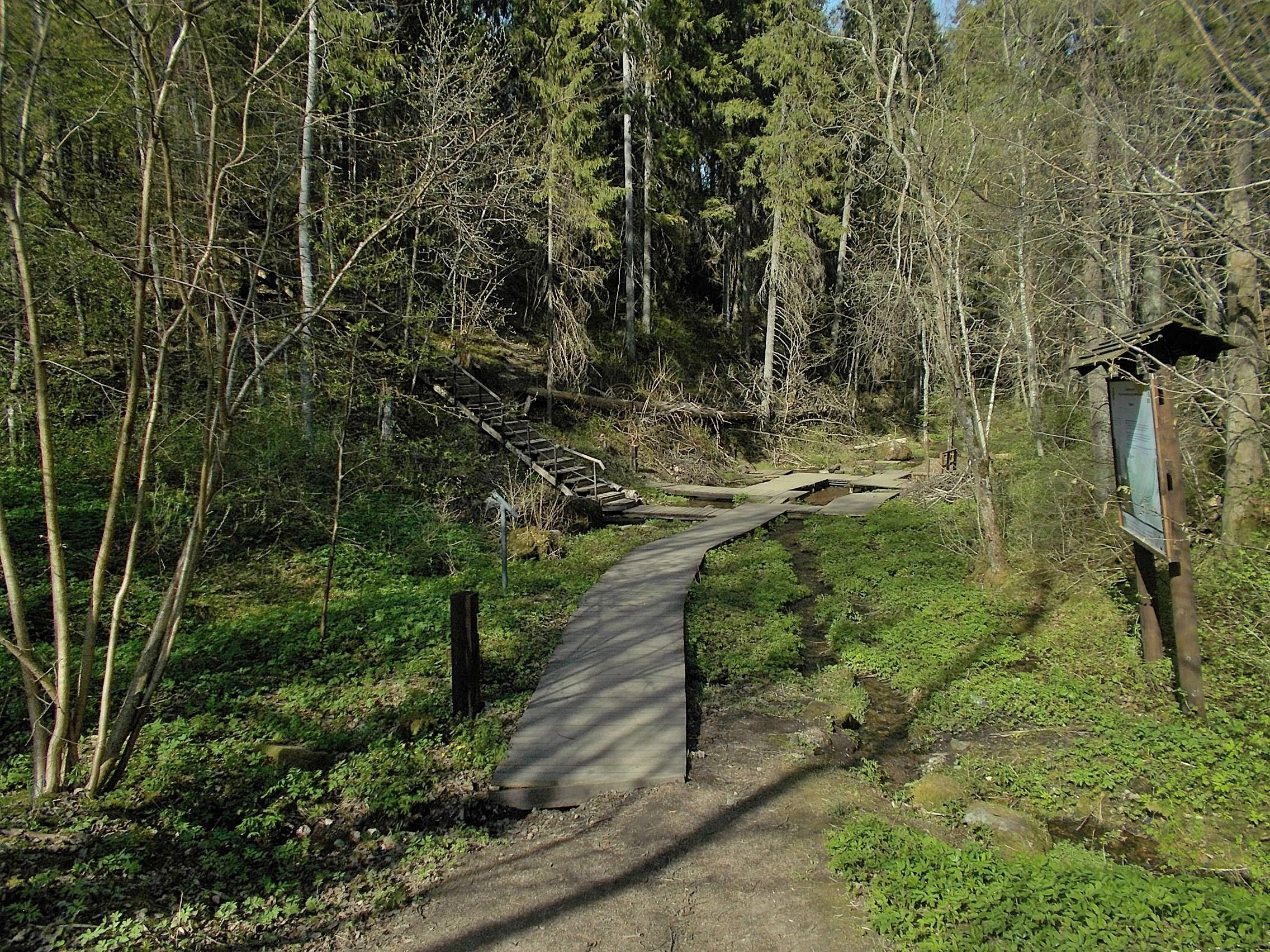
Место истока Лопухинки из родников в начале экотропы
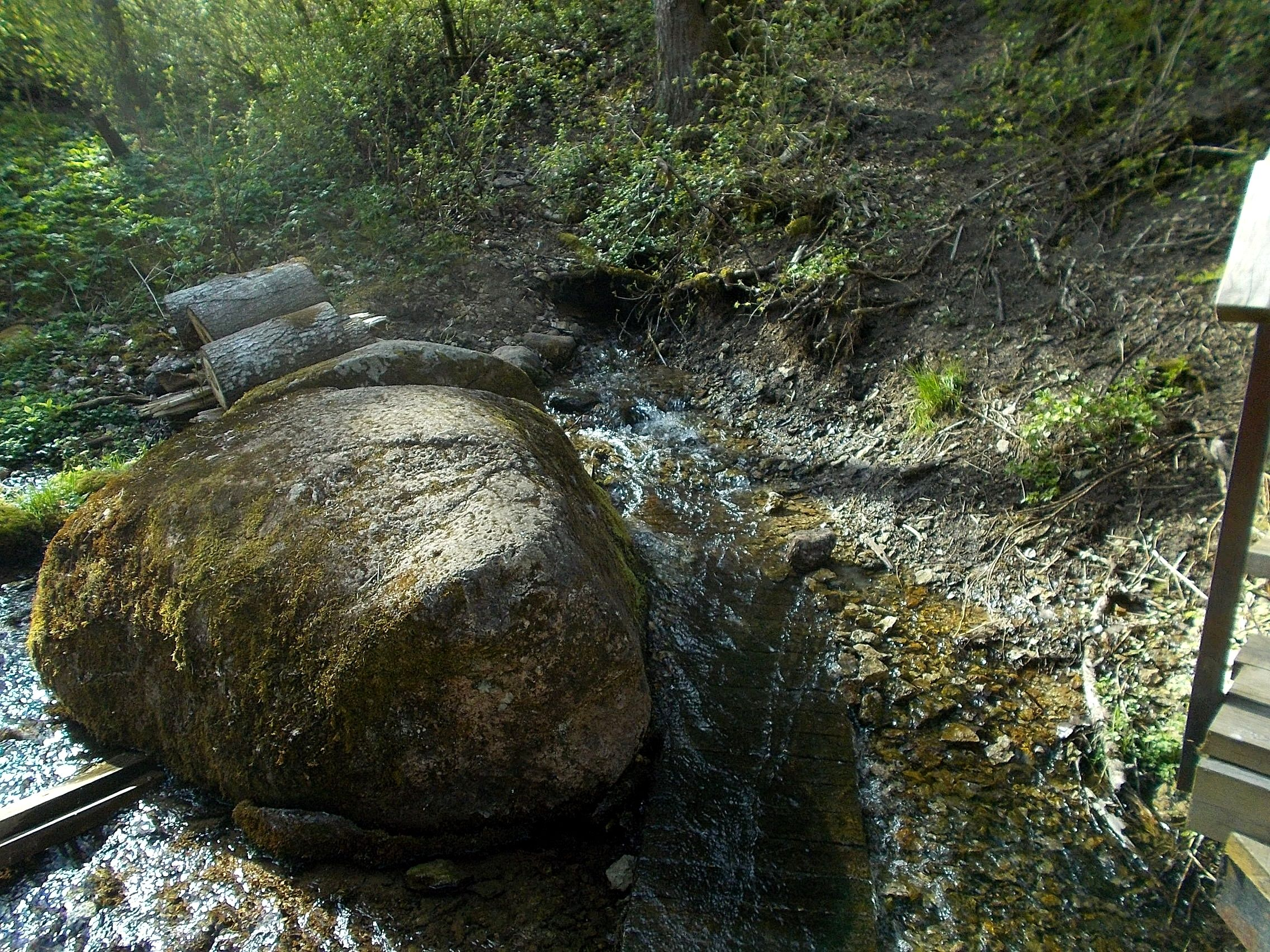
Один из родников дающих начало Лопухинке
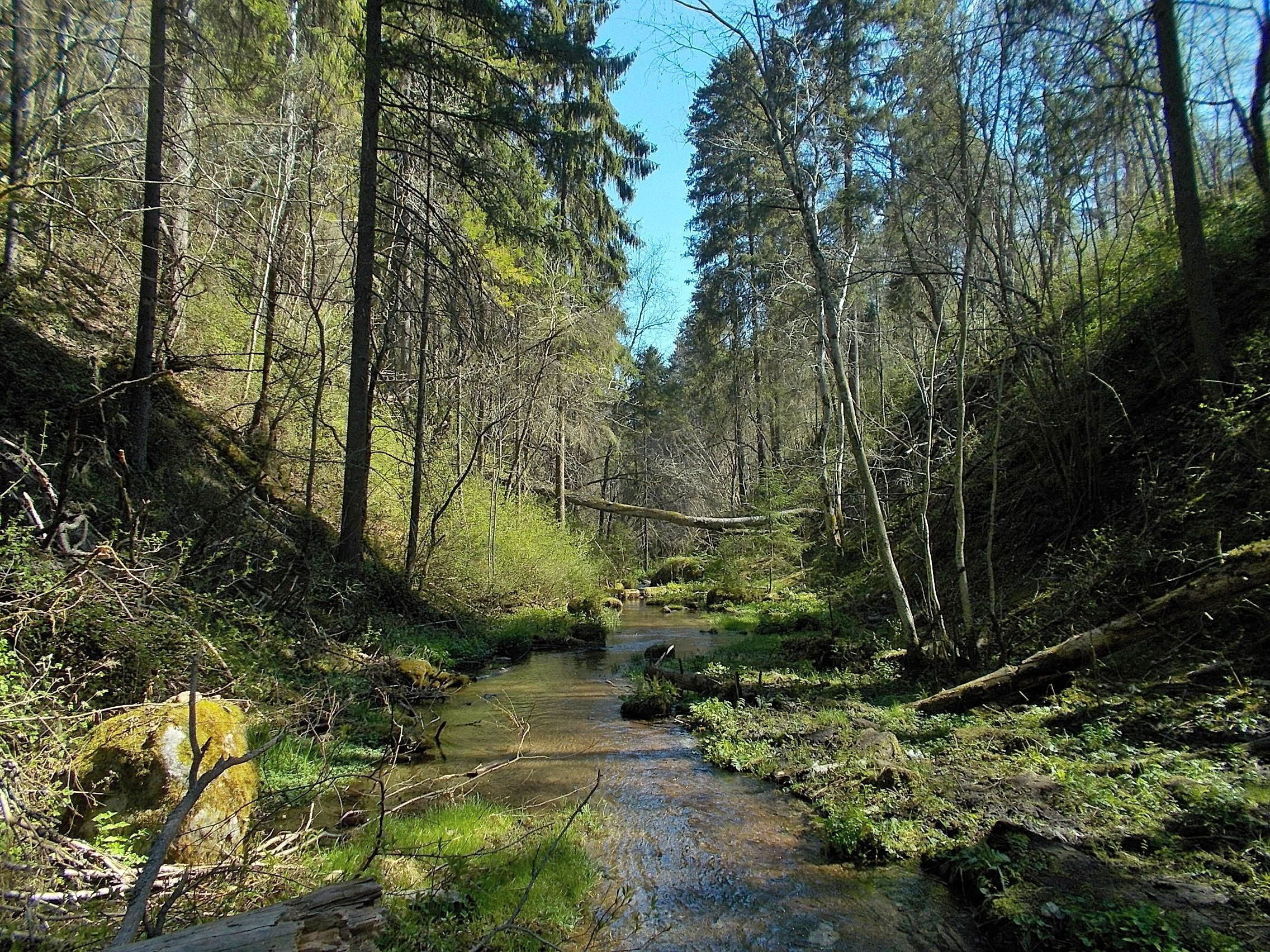
Лопухинка недалеко от истока
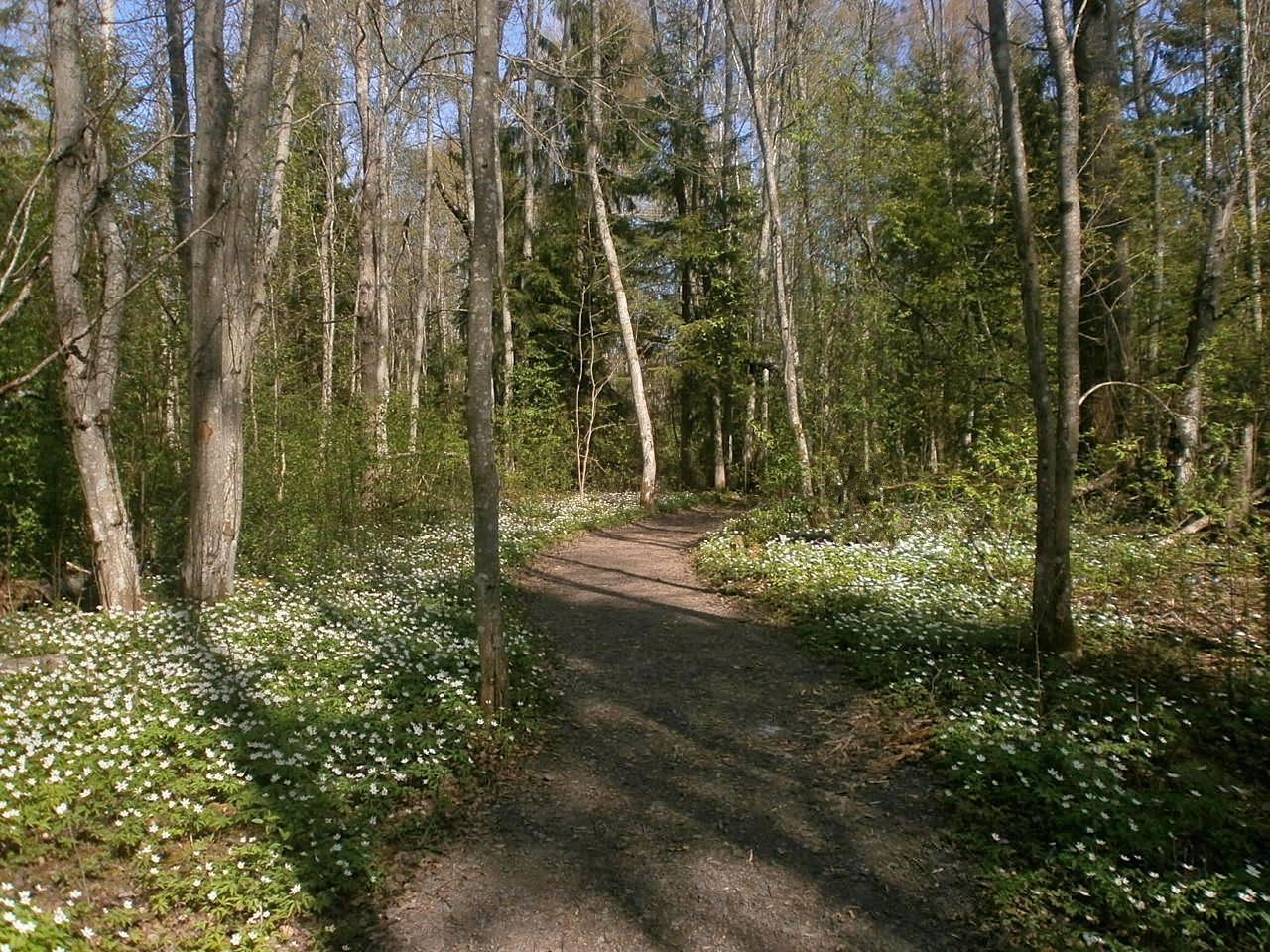
Экотропа Радоновые озёра
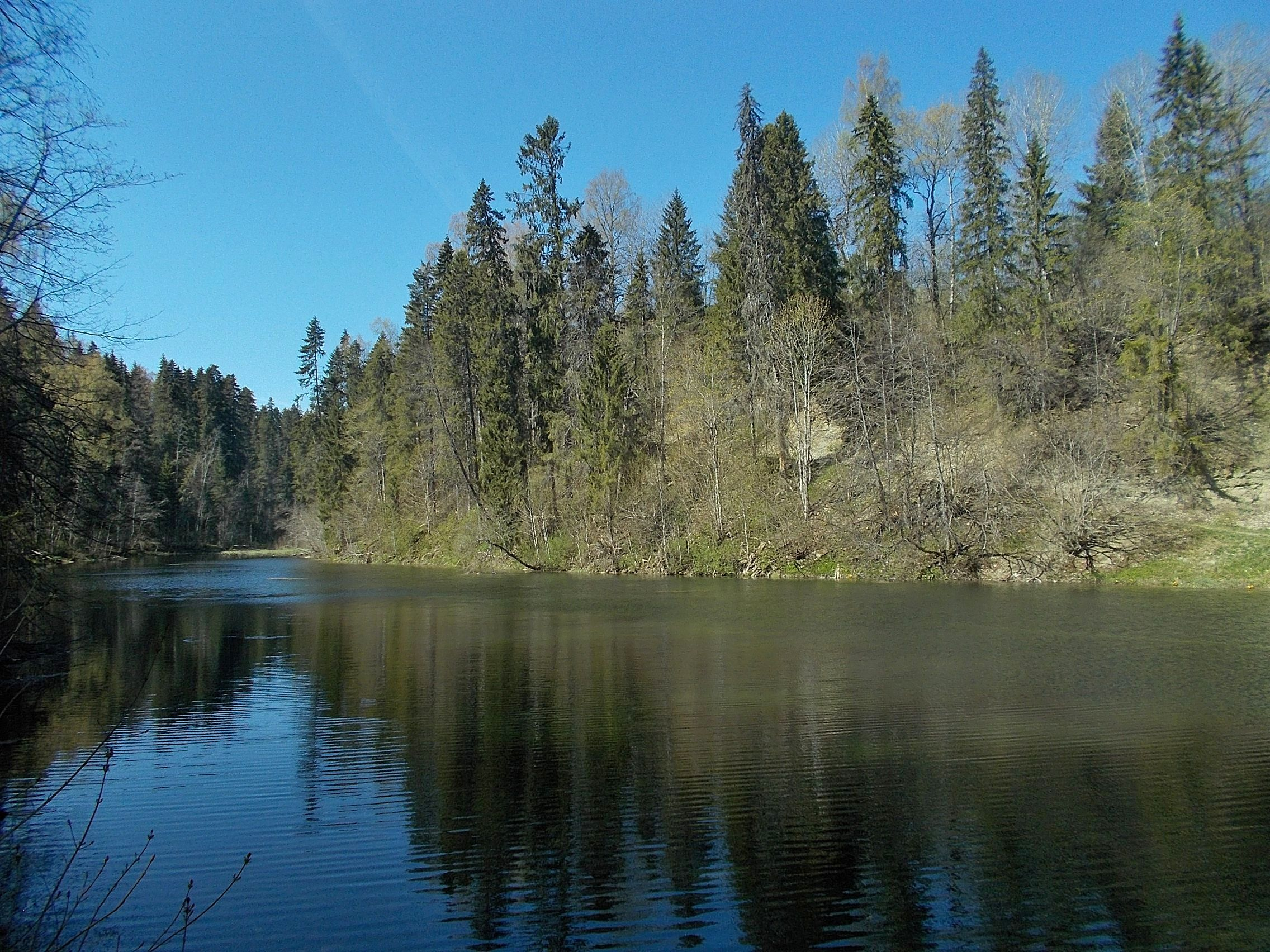
Верхнее радоновое озеро
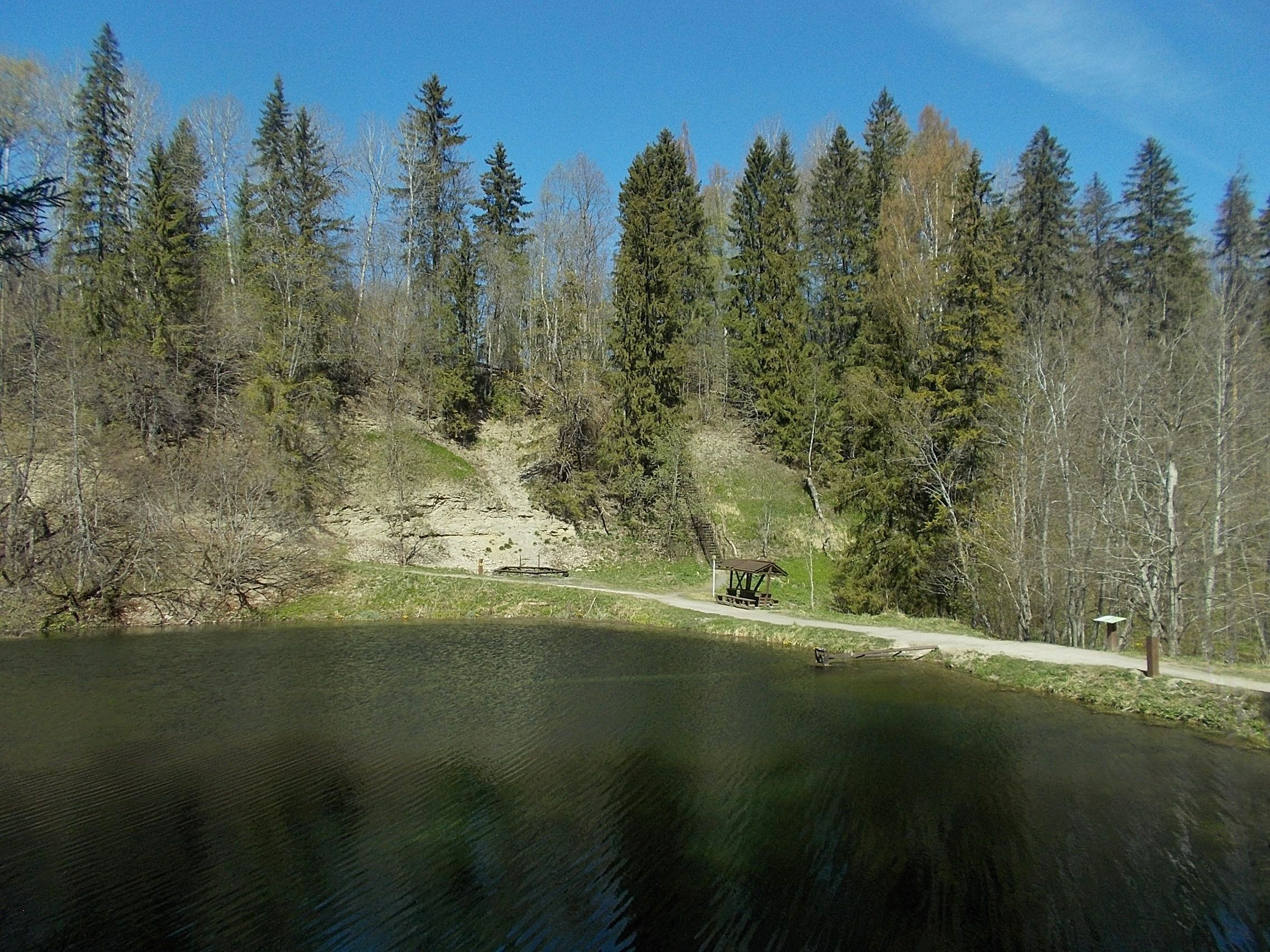
Верхняя плотина
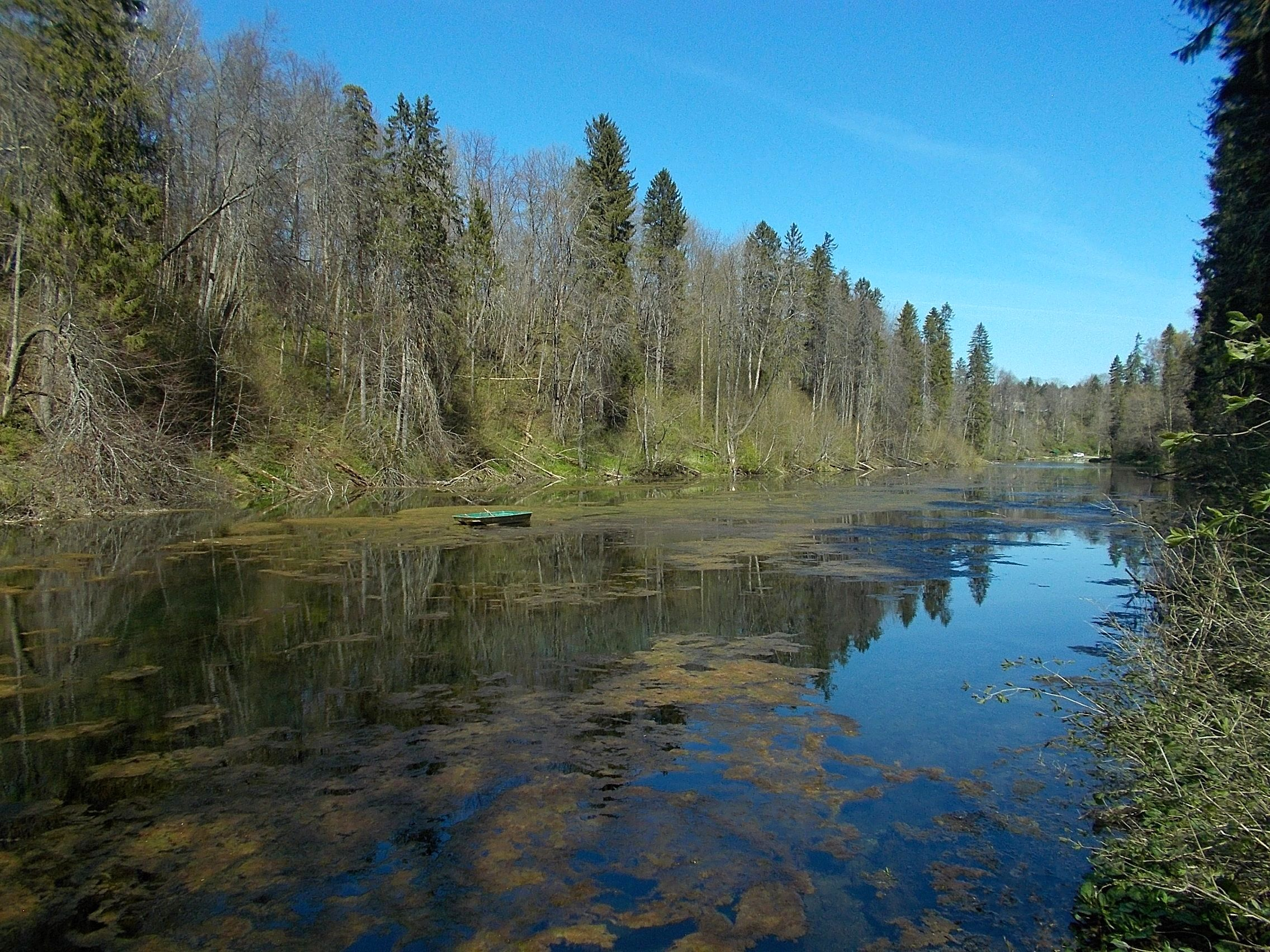
Нижнее радоновое озеро
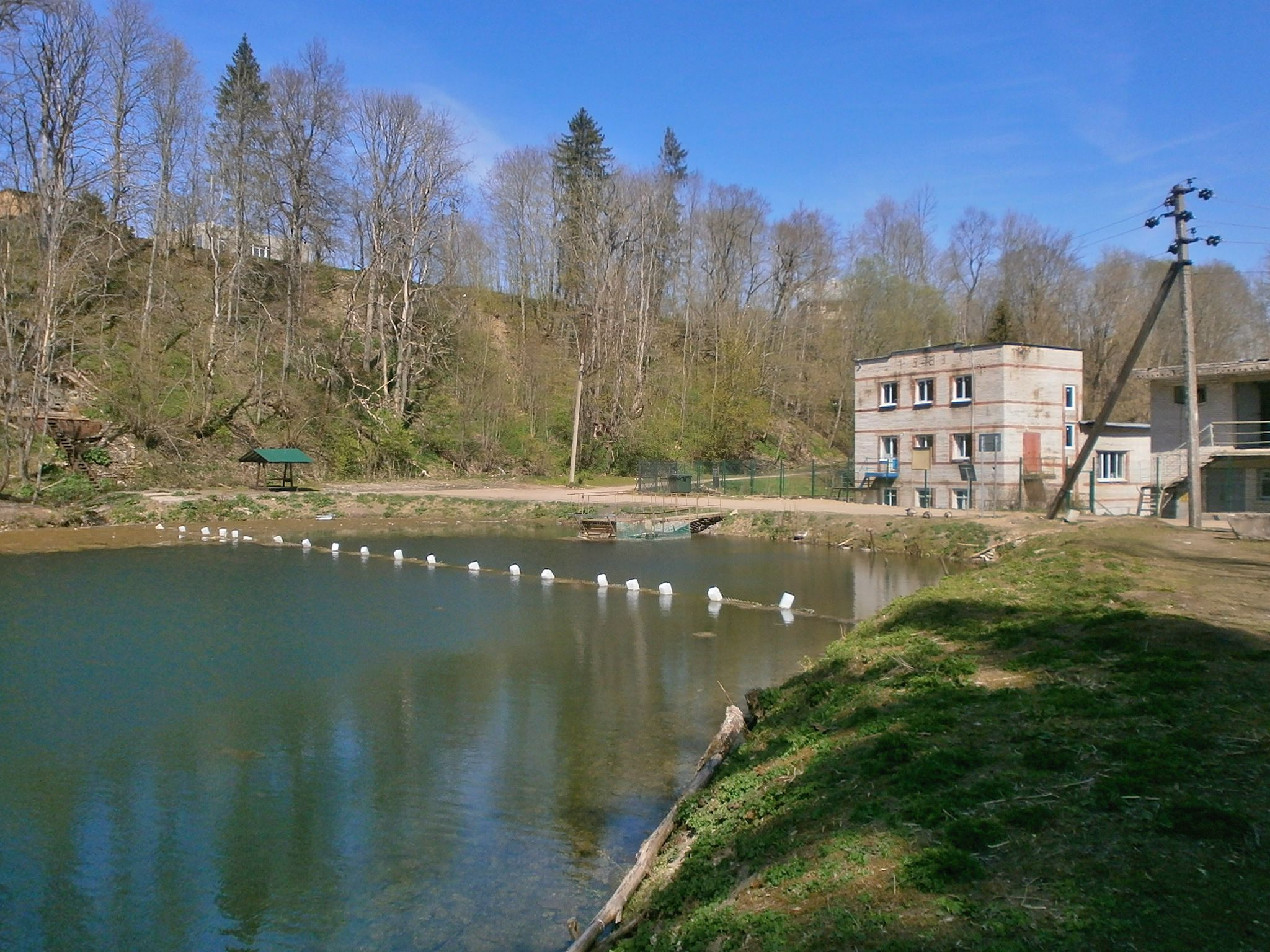
Нижняя плотина и рыбопитомник Рудица

## Топографические карты
- Лист карты O-35-VI Петродворец. Масштаб: 1 : 200 000. Издание 1979 г.
- Лист карты O-35-11-Г. Масштаб: 1 : 50 000.